# Longcross Studios
Longcross Film Studios è un sito di produzione cinematografica e televisiva sito a Longcross, Surrey, in Inghilterra, a circa 40 km a ovest del centro di Londra, che iniziò l'attività nel 2006. Costruito sul sito del Military Vehicles and Engineering Establishment (MVEE), lo studio ha cinque teatri di posa che vanno da 740 a 3.900 m2.

## Elenco delle produzioni presso Longcross Studios

### Film
- Scontro tra titani (2010)
- Green Zone (2010)
- Hugo Cabret (2011)
- War Horse (2011)
- John Carter (2012)
- Skyfall (2012)
- La furia dei titani (2012)
- Captain Phillips - Attacco in mare aperto (2013)
- Fast & Furious 6 (2013)
- Il cacciatore di giganti (2013)
- Rush (2013)
- Thor: The Dark World (2013)
- World War Z (2013)
- Guardiani della Galassia (2014)
- Victor - La storia segreta del dott. Frankenstein (2015)
- Alice attraverso lo specchio (2016)
- Assassin's Creed (2016)
- Doctor Strange (2016)
- Kingsman - Il cerchio d'oro (2017)
- Assassinio sull'Orient Express (2017)
- Star Wars: Gli ultimi Jedi (2017)
- Aladdin (2019)
- Attacco al potere 3 - Angel Has Fallen (2019)
- The King's Man - Le origini (2020)
- Artemis Fowl (2020)
- Assassinio sul Nilo (2022)

### Televisione
- Dead Set (2008)
- L'amore e la vita - Call the Midwife (2012-presente)
- Broadchurch (2015)